# Aeroportul Altai
Aeroportul Altai (IATA: LTI, ICAO: ZMAT) este un aeroport din Gobi-Altai-Aimag, Mongolia ce deservește zona Altai⁠(d). A fost numit după zona deservită.
Situat la o altitudine de 2.202 m, aeroportul dispune de o singură pistă.